# Miechów (województwo mazowieckie)
Miechów – wieś w Polsce, położona w województwie mazowieckim, w powiecie zwoleńskim, w gminie Kazanów. Ma status sołectwa. 
W latach 1975–1998 wieś administracyjnie należała do województwa radomskiego.
Do 1954 istniała gmina Miechów.
Prywatna wieś szlachecka, położona była w drugiej połowie XVI wieku w powiecie radomskim województwa sandomierskiego.
Na gruntach wsi Miechów powstał w wieku XVI Kazanów.
6 lipca 1943 żandarmeria niemiecka zamordowała 10 mieszkańców wsi.
| SIMC    | Nazwa          | Rodzaj    |
| ------- | -------------- | --------- |
| 0626030 | Na Polu        | część wsi |
| 0626047 | Nad Wodą       | część wsi |
| 0626053 | Pod Cmentarzem | część wsi |

Wierni Kościoła rzymskokatolickiego należą do parafii Przemienienia Pańskiego w Kazanowie Iłżeckim.